# 21 Dywizja Pancerna (III Rzesza)

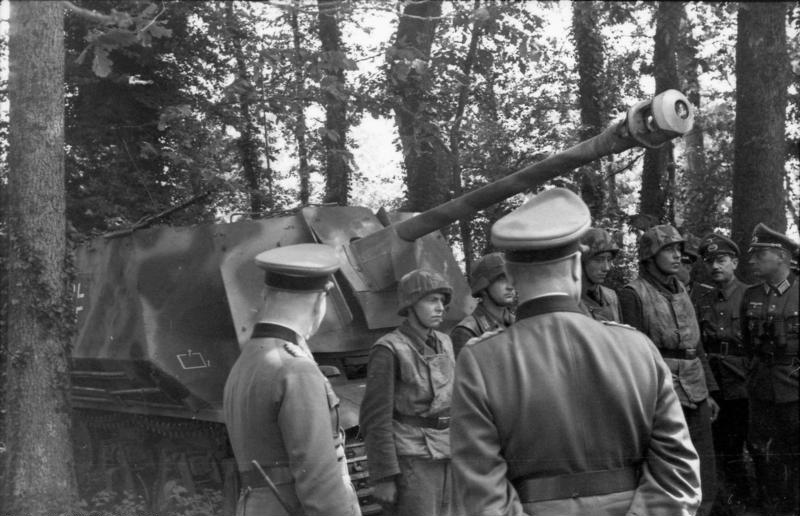
Feldmarsz. Erwin Rommel wizytuje we Francji 21 DPanc., załoga samobieżnego działa przeciwpancernego Marder

21 Dywizja Pancerna (niem. 21. Panzer-Division) – niemiecka dywizja pancerna z okresu II wojny światowej, walczyła przeciw wojskom brytyjskiej, armii USA i Armii Czerwonej.

## Historia
Dywizja została sformowana rozkazem z 1 sierpnia 1941 z oddziałów 5 Dywizji Lekkiej oraz 5 pułku pancernego z 3 Dywizji Pancernej na terenie Libii w ramach Afrika Korps.
Brała udział w walkach w Libii, pod koniec 1941 wzięła udział w walkach pod Tobrukiem. W 1942 uczestniczyła w drugiej bitwie pod El Alamein. Po zakończeniu bitwy wycofała się pod Trypolis, gdzie toczyła walki z atakującymi wojskami brytyjskimi. W lutym 1943 została wycofana na teren Tunezji, gdzie brała udział w walkach w rejonie Tunisu. Pod koniec kwietnia 1943 część oddziałów dywizji ewakuowano na teren okupowanej Francji, a pozostałe skapitulowały w maju 1943 przed wojskami amerykańskimi.
21 Dywizja Pancerna została następnie odtworzona we Francji, w oparciu o tworzoną tam od początku 1943 Brygadę Szybką "Zachód", oznaczaną także jako 931 Brygada i wyposażoną głównie w sprzęt francuski i działa samobieżne budowane na jego bazie. Rozkazem z dnia 15 czerwca 1943 brygadę tą przeformowano ponownie w 21 Dywizję Pancerną. Dywizja ta przejęła również 100 Pułk Pancerny ze składu 100 Brygady Pancernej. W tym czasie wchodziła ona w skład odwodu Grupy Armii D. Wchodzące w jej skład oddziały szkoliły się i pełniły służbę garnizonową, w czerwcu 1944 stacjonowała w rejonie Caen. Do tego czasu pułk pancerny przezbrojono już w większości w czołgi niemieckie.
W czerwcu 1944 po lądowaniu wojsk alianckich we Francji dywizja jako pierwsza niemiecka dywizja pancerna wzięła udział w walkach w Normandii. Walczyła m.in. pod Falaise, gdzie poniosła znaczne straty i praktycznie przestała istnieć. Jej resztki wycofały się do Lotaryngii. Tam we wrześniu 1944 została odtworzona z 112 Brygady Pancernej i brała udział w walkach do grudnia 1944. Następnie została przerzucona do Zagłębia Saary w rejon Weißenburga, gdzie walczyła przeciwko wojskom amerykańskim.
Pod koniec stycznia 1945 została przerzucona na front wschodni w celu stworzenia linii obronnej na Odrze i weszła w skład 4 Armii Pancernej. W dniach 4–11 lutego brała udział w próbie likwidacji przyczółka radzieckiego pod Kostrzyniem. Następnie została przerzucona na Śląsk w rejon Jagodzina, skąd pod naporem wojsk radzieckich wycofała się na linię Nysy Łużyckiej. Po rozpoczęciu operacji łużyckiej broniła linii rzeki, a następnie wzięła udział w bitwie pod Budziszynem. Pod koniec kwietnia 1945 została rozbita na południe od Budziszyna.

## Oficerowie dowództwa dywizji
Dowódcy dywizji
- gen. por. Karl Böttcher (1941)
- gen. por. Johann von Ravenstein (1941)
- ppłk Gustav-Georg Knabe (1941)
- gen. por. Karl Böttcher (1941 – 1942) (powtórnie)
- gen. por. Georg von Bismarck (1942)
- płk Alfred Bruer (1942)
- gen. por. Georg von Bismarck (1942) (powtórnie)
- gen. por. Carl-Hans Lungershausen (1942)
- gen. por. Heinz von Randow (1942)
- gen. por. Hans-Georg Hildebrandt (1943)
- gen. mjr Heinrich-Hermann von Hülsen (1943)

po odtworzeniu
- gen. por. Edgar Feuchtinger (1943 – 1944)
- gen. mjr Oswin Grolig (1944)
- gen. mjr Franz Westhoven (1944)
- gen. por. Edgar Feuchtinger (1944 – 1945)
- płk Helmut Zollenkopf (1945)
- gen. por. Werner Marcks (1945)

## Skład
1942
- 5 pułk pancerny (Panzer-Regiment 5)
- 104 pułk strzelców (Schützen Regiment 104)
- 20 batalion motocyklowy (Kradschützen-Bataillon 20)
- 155 pułk artylerii (Artillerie-Regiment 155)
- 3 batalion rozpoznawczy (Aufklärungs-Abteilung 3)
- 39 dywizjon przeciwpancerny (Panzerjäger-Abteilung 39)
- 200 batalion pionierów (Pionier-Bataillon 200)

1943 (Tunezja)
- 5 pułk pancerny (Panzer-Regiment 5)
- 104 pułk grenadierów pancernych (Panzergrenadier-Regiment 104)
- 47 pułk grenadierów pancernych (Panzergrenadier-Regiment 47)
- 155 pułk artylerii pancernej (Panzer-Artillerie-Regiment 155)
- 580 pancerny batalion rozpoznawczy (Panzer-Aufklärungs-Abteilung 580)
- 609 dywizjon artylerii przeciwlotniczej (Heeres-Flak Artillerie-Abteilung 609)
- 200 dywizjon przeciwpancerny (Panzerjäger-Abteilung 200)
- 220 pancerny batalion pionierów (Panzer-Pionier-Bataillon 220)

1944 (odtworzona)
- 100 pułk pancerny (Panzer-Regiment 100)
- 125 pułk grenadierów pancernych (Panzergrenadier-Regiment 125)
- 192 pułk grenadierów pancernych (Panzergrenadier-Regiment 192)
- 155 pułk artylerii pancernej (Panzer-Artillerie-Regiment 155)
- 21 pancerny batalion rozpoznawczy (Panzer-Aufklärungs-Abteilung 21)
- 305 dywizjon artylerii przeciwlotniczej (Heeres-Flak-Artillerie-Abteilung 305)
- 200 dywizjon przeciwpancerny (Panzerjäger-Abteilung 200)
- 220 pancerny batalion pionierów (Panzer-Pionier-Bataillon 220)

1945 (front wschodni)
- 22 pułk pancerny (Panzer-Regiment 22), dowódca – ppłk Wolf
- 125 pułk grenadierów pancernych (Panzergrenadier-Regiment 125), dowódca – płk von Luck
- 192 pułk grenadierów pancernych (Panzergrenadier-Regiment 192), dowódca – mjr Schyros
- 155 pułk artylerii pancernej (Panzer-Artillerie-Regiment 155), dowódca – mjr Tannenberg
- 21 pancerny batalion rozpoznawczy (Panzer-Aufklärungs-Abteilung 21)
- 305 dywizjon artylerii przeciwlotniczej (Heeres-Flak-Artillerie-Abteilung 305)
- 200 dywizjon przeciwpancerny (Panzerjäger-Abteilung 200)
- 220 pancerny batalion pionierów (Panzer-Pionier-Bataillon 220)